# Альберто Савініо
Альберто Савініо, власне Andrea Francesco Alberto de Chirico (італ. Alberto Savinio, 25 серпня 1891, Афіни — 5 травня 1952, Рим) — італійський поет, прозаїк, есеїст, художник, музикант, молодший брат художника Джорджо де Кіріко.

## Біографія
Навчався фортепіанного мистецтва в Афінській консерваторії. Після смерті батька (1905) деякий час жив у Венеції та Мілані, потім переїхав до Мюнхена. Брав уроки композиції у Макса Регера, вивчав філософію Шопенгауера, Ніцше, Вейнінгера. 1911 року переїхав до Парижа, увійшов до авангардного кола Аполлінера, Пікассо, Сандрара, Кокто, Макса Жакоба, Франсіса Пікабіа. З 1914 року почав публікуватися французькою мовою під псевдонімом. Був близький до сюрреалізму, публікувався в сюрреалістських часописах, представлений в Антології чорного гумору, упорядкованій Андре Бретоном.
Брав участь у Першій світовій війні, служив перекладачем. В армії познайомився з Джованні Папіні та Арденго Соффічі. Після війни мешкав у Мілані та Римі. Був одним із засновників Художнього театру, яким керував Луїджі Піранделло. У 1926–1933 роках жив у Парижі, займався переважно живописом. 1933 року повернувся до Італії.
Перекладав твори Брантома та Мопассана.

## Твори

### Проза та есеїстика
- Hermaphrodito (1918, роман у віршах та прозі французькою та італійською мовами)
- La casa ispirata (1920)
- Angelica o la notte di maggio (1927)
- Tragedia dell'infanzia (1937, автобіографія)
- Achille innamorato (Gradus ad Parnassum) (1938, оповідання)
- Dico a te, Clio (1940, подорожі)
- Infanzia di Nivasio Dolcemare (1941, автобіографія)
- Narrate, uomini, tu storia (1942)
- Casa «La Vita» (1943, оповідання)
- Ascolto il tuo cuore, città (1944, есе)
- La nostra anima (1944)
- Sorte dell'Europa (1945, есе)
- Introduction à une vie de Mercure (1945)
- Souvenirs (1945)
- I miei genitori, disegni e storie di Alberto Savinio (1945)
- Tutta la vita (1945, оповідання)
- L'angolino (1950)
- Scatola sonora (1955, есе про музику)
- Vita dei fantasmi (1962)
- Nuova enciclopedia (1977, есе)
- Torre di guardia (1977, есе)
- Il signor Dido (1978, оповідання)
- Vita di Enrico Ibsen (1979)
- Il sogno meccanico (1981, есе про кіно)
- Palchetti romani (1982)
- Capri (1988)
- La nascita di Venere (2007)

### Драми
- La morte di Niobe (1925)
- Capitan Ulisse (1934)
- La famiglia Mastinu (1948)
- Emma B. vedova Giocasta (1949)
- Alcesti di Samuele (1949)
- Orfeo vedovo (1950)
- Vita dell'uomo (1950)

### Музичні твори
- Persée (1913, балет)
- Deux amours dans la nuit (1913, балет)
- La Mort de Niobé, (1913, мімічна трагедія для хору, трьох фортепіано та оркестру)
- Les chants de la Mi-Mort, (1914, лірична опера на одну дію)
- Les Chants de la Mi-Mort (1914, сюїта для фортепіано)
- Vita dell'uomo (1948, балет)
- Agenzia Fix (1950, опера для радіо)
- Cristoforo Colombo (1952, опера для радіо)
- Serenata для фортепіано